# AA Flamengo
AA Flamengo je brazilský fotbalový klub z Guarulhos, který působí v Campeonato Paulista Série A3. Klub byl založen v roce 1954 a svoje domácí utkání hraje na Estádio Antônio Oliveira s kapacitou 15 000 diváků.